# قابلة الوفاة
قابلة الوفاة أو دولا الوفاة هو الشخص الذي يساعد في عملية الوفاة، مثل دور القابلة أو الدولا (مساعدة الولادة الطبيعية) في عملية الولادة. وهذا غالبًا ما يكون دورًا قائمًا على المجتمع، يهدف إلى مساعدة الأسر على التأقلم مع الموت من خلال الاعتراف به كجزء طبيعي وهام في الحياة. يمكن لهذا الدور أن يكمّل مهمة مأوى رعاية المحتضرين ويتجاوزه أيضًا. يقوم الممارسون بمجموعة كبيرة ومتنوعة من الخدمات، بما في ذلك -على سبيل المثال لا الحصر- وضع خطط الوفاة، وتقديم الدعم الروحي والنفسي والاجتماعي قبل الوفاة وبعدها مباشرة. يمكن أن يشمل دورهم أيضًا المزيد من الأنشطة اللوجستية، والمساعدة في الخدمات، وتخطيط الجنازات، والخدمات التذكارية وتوجيه المشيّعين ضمن حقوقهم ومسؤولياتهم.
بدأ وجود دور قابلة الوفاة الحديثة يتطور خلال السنوات الأخيرة، وتضمن ذلك جدلًا حول عملية تنظيم هذا المنصب، واستخدام مصطلح «قابلة» بدلًا من «دولا»، واقتُرحَت مشاريع قوانين لتنظيم العملية وتأمين رخص رسمية لقابلات الوفاة. تُستخدَم لوصف هذه المهنة أيضًا المصطلحات التالية: «مرشد نهاية الحياة»، و«مرشد جنازة المنزل»، و«كاهن». شهد هذا المجال أيضًا زيادة كبيرة في المنظمات التدريبية، التي تدّرب المستشفيات إلى جانب الأفراد.

## الدور التاريخي لقابلات الوفاة

### النساء في مراسم الدفن
لطالما كان للنساء دورٌ في تدبير الشؤون المتعلقة بالمتوفين، وخاصة في المهام المتوازية مع حركة الدفن الطبيعي. تاريخيًا، غالبًا ما اعتنت النساء بالموتى، وحملن على عاتقهن الجزء الأكبر من أعمال التحضيرات لمراسم الدفن. كانت رعاية الموتى تُعتبَر جزءًا من دور المرأة في العائلة، تمامًا مثلما تتولى المرأة رعاية الأطفال والمرضى. ولكن أدى نهوض ممارسة التحنيط ومجال رعاية الجنازات في الولايات المتحدة إلى دفع النساء خارج المهنة خلال وقت قريب من الحرب الأهلية.
أدى هذا الدور التقليدي للمرأة في مراسم الدفن إلى نشوء حركة قابلات الوفاة الحديثة التي تقودها النساء. إذ يطمح العديد إلى إعادة ربط الناس بممارسات الوفاة التاريخية في الاعتناء بموتاهم شخصيًا. تشجع قابلات الوفاة على رعاية مبنية على المنزل وتقودها العائلة، وتمكين الأسر من استعادة مسؤوليتهم وامتيازهم في غسل المتوفين من أحبابهم، وإلباسهم، والحداد عليهم ضمن خصوصية منازلهم. وينصحن أيضًا باستبدال الممارسات الأساسية المتمثلة في حرق الجثة أو تحنيطها، بالدفن الطبيعي أو الصديق للبيئة.

### تاريخ الرعاية المخففة للآلام لقابلات الوفاة في الطب السريري
صعود قابلات الوفاة هي حركة جديدة نسبيًا، إذ تتبع برامج الشهادات الخاصة تراث البرامج الرائدة في مجال الرعاية السريرية. بدأت إحدى الحركات الأولى في نيويورك في عام 2000، وهي برنامج تطوعي يركز على ربط ما يسمى بـ «الدولا» بأشخاص مصابين بأمراض قاتلة. حصل البرنامج على تمويل من قبل مركز شيرا راسكاي التابع للمجلس اليهودي لخدمات الأسرة والطفل والمركز الطبي لجامعة نيويورك، وبدأ في ربط خمسة متطوعين مع مرضى. أُطلق على البرنامج في النهاية اسم «الدولا للمرافقة وتوفير الراحة». خضع المتطوعون لتدريب فيما يخص الجوانب السريرية والروحية على حد سواء، بما في ذلك تعقيدات الرعاية الصحية في نهاية الحياة، والقضايا الجسدية مثل السلس البولي والارتباك، والأمل في مواجهة الموت.
حصل التطبيق السريري الرئيسي التالي لنهج الدولا في خدمات بيلور للدعم والرعاية المخففة للآلام ولجنة الأخلاقيات السريرية؛ وذلك بعد وقت قصير من إنشاء برنامج نيويورك. عمل أعضاء هذا القسم بمن في ذلك ممرضات الرعاية المخففة للآلام، والقساوسة، والمعالجين معًا لإنشاء برنامج بالتنسيق مع برنامج نيويورك. من هناك، تشكّل برنامج يشتمل على برنامج تدريبي لمدة 6 أسابيع للعمل جنبًا إلى جنب مع الطب السريري، إذ تُحال الدولا من قبل الممرضات، والأخصائيين الاجتماعيين، والمعالجين، ويجب أن تُطلَب من الطبيب تحديدًا. بعد الطلب، تُطابَق المتطوعات المتدربات من الدولا مع الحالات الفردية في المستشفى. وبينما يوفر برنامج «الدولا للمرافقة وتوفير الراحة» الخدمات للمرضى الخارجيين والداخليين، وأما برنامج بيلور فمخصص فقط للمرضى الداخليين.

## الجدل القانوني

### كليّة القابلات في كولومبيا البريطانية
كان هناك جدل حول تسمية «قابلات الوفاة». دعت كليّة القابلات في كولومبيا البريطانية قابلات الوفاة إلى التوقف عن استخدام كلمة القابلة، وتحديداً مع الشبكة التكاملية الكندية لثقافة الموت والبدائل. يعود أساس القضية إلى أنّ لويز آيرتس، المديرة التنفيذية لكلية القابلات، تدّعي أن مصطلح «قابلة» محصور بشكل خاص في المعنى التقليدي للكلمة المرتبط بالولادة، ويحمي قانون المهن الصحية استخدامه. واستجابة لذلك، أضافت الشبكة التكاملية الكندية لثقافة الموت والبدائل مؤخرًا هذا التنويه إلى موقعها الإلكتروني: «يُشار إلى دور وممارسات قابلات الوفاة بشكل متكرر في هذا الموقع. قابلات الوفاة لسن قابلات تقليديات (ممّن يتعاملن مع الولادة) أو خبيرات صحيات، ولسن مسجلات في أي من كليّات القابلات في كندا».

### مشروع قانون مجلس الشيوخ 796
لا توجد حاليًا أي هيئة وطنية تشرف على متطلبات إصدار شهادة لقبالة الوفاة، وهناك قليل من التنظيم فقط. بالمقارنة، هناك هيئات تنظيمية متعددة تضمن تعليم وممارسات القابلات التقليديات، مثل مجلس التمريض والقبالة.
ومع ذلك، كان هناك عدد قليل من التدابير لتنظيم وترخيص ممارسة قبالة الوفاة. في عام 2009، قدمت السيناتور فيكي ووكر من ولاية أوريغون مشروع قانون مجلس الشيوخ 796. يهدف مشروع القانون إلى تنظيم «مستشاري رعاية الوفاة»، أي بعبارة أخرى، قابلات الوفاة والمهن الأخرى ذات الصلة. بعد إقرار مشروع القانون في يوليو، أصبحت قابلات الوفاة والدولا مطالبات بالحصول على رخصة من مجلس أوريغون للمقابر ودفن الموتى. يغطي الاختبار الذي يجب أن يجتزنه للحصول على ترخيص كلًا من قوانين ولاية أوريغون والقوانين الفيدرالية المتعلقة برعاية الجثث.

## المسؤوليات
يكمن دور قابلة الوفاة في تثقيف الأسر وتمكينها من ممارسة حقها الفطري في رعاية موتاها. توفر قابلات الموت أو الدولا «الدعم العاطفي والروحي والجسدي في أوقات حاسمة وشخصية للغاية، إذ يساعدن الأشخاص في العثور على معنى، وخلق مشروع تراثي، والتخطيط لكيفية تطور الأيام الأخيرة. كذلك توجّه قابلات الوفاة وتدعم أحباء المحتضر خلال الأيام الأخيرة من الحياة، ويعملن على تخفيف معاناة الحداد في مراحله المبكرة».
الموت هو الوضع الذي لا يمكن لأحد الاستعداد له. بالإضافة إلى ذلك، لا يملك العديد من الأشخاص خبرة كبيرة في موت الأشخاص المقربين منهم. ولهذا السبب، وعندما يأتي وقت التعامل مع هذا الموت، فسيكون هناك الكثير من الأسئلة والحيرة. إدارة الألم ليست سوى جزءًا واحدًا من رعاية نهاية الحياة؛ الجزء الآخر من هذه الرعاية، والذي يشكل أهمية مماثلة أو حتى أكبر؛ هو الجوانب النفسية، بما في ذلك إدارة العلاقات الوثيقة. يمكن أن يؤدي الدعم المقدم من الدولا إلى تخفيف التوتر ومهام العمل المرهقة عن الأسرة بغرض توفير الرعاية للفرد المحتضر، ولكنه يوفر أيضًا الدعم الفردي النفسي والعاطفي أثناء العملية.
على الرغم من أن المسؤوليات المحددة لقابلة الوفاة تختلف من برنامج منح شهادة إلى آخر، فهناك بعض أوجه الشبه ضمن كل منها. يمكن عادةً تقسيم الخدمات المقدمة من الدولا إلى فئتين:

### المعلومات
- تزويد الأسرة بمعلومات حول مجموعة واسعة من خيارات نهاية الحياة، بما في ذلك الجنازات المنزلية ومراسم الدفن الطبيعية.
- تزويد الأسرة بمعلومات حول التوجيهات المسبقة وغيرها من النماذج، وخاصة تلك اللازمة للجنازات المنزلية.

### الدعم
- بناء علاقة مع مرضى المراحل الأخيرة، والدفاع عن احتياجاتهم ورغباتهم.
- تقديم الدعم الروحي والعاطفي للمرضى المحتضرين ولعائلاتهم.
- مساعدة الأسرة في تطبيق رغبات المرضى النهائية.[14]